# معركة شارع حيفا
```
دارت 
معركة شارع حيفا
 خلال يناير/كانون الثاني 2007 للسيطرة على شارع حيفا، وهو شارع يبلغ طوله ميلين في وسط مدينة 
بغداد
، 
العراق
، حيث واجهت القوات 
الأمريكية
 
والعراقية
 مختلف قوات المتمردين 
السنة
 بين 6 و9 يناير/كانون الثاني 2007 (المرحلة الأولى)، ثم بعد أسبوعين في 24 يناير/كانون الثاني، شنت القوات الأمريكية محاولة ثانية لتطهير شارع حيفا من المتمردين نهائيًا. كانت هذه المعركة بمثابة مقدمة لعمليات التطهير التي مهدت الطريق لـ"الزيادة" التي أدت في النهاية إلى تحييد الجماعات المتمردة في هذا الجزء من بغداد خلال ربيع وصيف 2007.
```

## خلفية
يمر شارع حيفا عبر منطقة ذات أغلبية سنية، مع وجود أحياء ذات أغلبية شيعية غربًا، مما يجعل منطقة شارع حيفا خطًا فاصلًا طائفيًا بين الأحياء الشيعية والسنية. ونتيجةً لذلك، أدت عمليات القتل الوحشية التي ارتكبها الطرفان إلى نزوح سكان المباني الشاهقة، مما مكّن المسلحين من الاستيلاء على شقق مهجورة.
في منتصف أكتوبر 2006، أعلن تنظيم القاعدة عن إنشاء الدولة الإسلامية في العراق (ISI)، لتحل محل مجلس شورى المجاهدين (MSC) وتنظيم القاعدة في العراق (AQI).
في يناير/كانون الثاني 2007، أمر قائد فيلق القوات متعددة الجنسيات في العراق، الجنرال أوديرنو، بشن هجوم شامل لطرد تنظيم القاعدة من ما وصفه أحد القادة الأميركيين بأنه "الشارع الأكثر خطورة في العراق".

## معركة من مرحلتين

### المرحلة الأولى (6 إلى 9 يناير)
في السادس من يناير/كانون الثاني 2007، اكتشف جنود عراقيون كانوا يقومون بدورية على طول شارع حيفا نقطة تفتيش وهمية يديرها متمردون سنة. تلا ذلك تبادل إطلاق نار قتلت فيه قوات من الجيش العراقي (3-5/6) برفقة قوات من فوج المشاة الأمريكي (4-9) 30 متمردًا. في تلك الليلة، ردّ المتمردون بإلقاء جثث 27 شيعيًا أُعدموا.
في اليوم التالي، قتل قناصة متمردون حارسي أمن عراقيين قرب مسجد في الحي.
في الثامن من يناير/كانون الثاني، حاولت القوات العراقية إبعاد المتمردين عن شارع حيفا، لكن الهجوم صُدِّ وقُتل جنديان عراقيان. ثم استُدعيت القوات الأمريكية للمساعدة في تطهير الشارع.
في 9 يناير 2007، بدأت القوات الأمريكية والعراقية عملية مشتركة. انضمت الكتيبة الأمريكية الأولى من فوج المشاة الثالث والعشرين تحت قيادة وسيطرة العقيد (العميد) برايان ت. روبرتس، قائد لواء بلاك جاك الثاني، فرقة الفرسان الأولى، مع القوات العراقية في الطرف الشمالي من شارع حيفا وبدأت في احتلال المباني واعتقال المشتبه بهم. في الساعة 7:00 صباحًا، بدأ مئات المتمردين في إطلاق النار على الأمريكيين من المباني الشاهقة (شقق هولاند). أدى إطلاق النار الكثيف الوارد إلى احتجاز الجنود الأمريكيين على سطح أحد المباني لمدة ساعتين على الأقل. لم يتمكن بعض الجنود الذين لم يكونوا على السطح من التحرك في الشارع بسبب نيران القناصة والرشاشات. أصبح القتال شديدًا لدرجة أنه أُستدعيت مروحيات أباتشي الأمريكية وطائرات إف-15 إي سترايك إيجلز وأكثر من اثنتي عشرة شاحنة مسلحة عراقية ومركبات سترايكر القتالية وحوالي 1000 جندي من الجيش العراقي.
كانت المعركة من أعنف المعارك التي شهدتها العاصمة العراقية منذ شهور (منذ عملية "معاً للأمام"). أطلقت المروحيات الأمريكية صواريخ هيلفاير على مواقع المتمردين، بينما وفرت الطائرات المقاتلة غطاءً إضافياً. سُمعت انفجارات مدوية في جميع أنحاء بغداد جراء إطلاق الصواريخ الأمريكية وقذائف الهاون والقذائف الصاروخية من قبل المتمردين. خاض الجنود الأمريكيون والعراقيون معارك ضارية مع المتمردين في شارع حيفا. استمر القتال لأكثر من ثلاثة أيام، قُتل فيها 16 جندياً عراقياً و73 مسلحاً.

### المرحلة الثانية (24 يناير)
بعد أسبوعين في 24 يناير، قامت القوات الأمريكية والعراقية بمحاولة جديدة للاستيلاء على شارع حيفا. بدأت المعركة عندما دخلت القوات الأمريكية من فوج المشاة 1-23 ( فريق قتال اللواء سترايكر الثالث، فرقة المشاة الثانية) المنطقة من الجنوب في الصباح الباكر من يوم 24 وانضمت إلى القوات العراقية من الكتيبة الأولى، اللواء الأول، الفرقة السادسة العراقية، والقوات الأمريكية من فوج الفرسان 4/9 من فريق القتال الثاني التابع لفرقة الفرسان الأولى. وباستخدام المشاة ودبابات سترايكر وبرادلي، تحركت القوات الأمريكية من مبنى إلى آخر، وتلقت نيران القناصة وقذائف الهاون. استمر القتال 8 ساعات. قُتل حوالي 30 متمردًا وأُسر 35. كما قُتل جندي أمريكي واحد، وهو الرقيب هيكتور ليجا.

## العواقب
شارك حوالي 500 جندي عراقي و400 جندي أمريكي في المعركة على امتداد ميلين من شارع حيفا. وعُرضت صور القتال في جميع أنحاء العالم على وسائل إعلام إخبارية مختلفة، بما في ذلك يوتيوب، تزامنًا مع خطاب الرئيس جورج دبليو بوش حول إرسال أكثر من 21 ألف جندي أمريكي إضافي إلى العراق. وزعم الرئيس بوش أن الجنود الإضافيين سيساعدون في تأمين بغداد، ولكن على أرض الواقع، كانت هناك دلائل على أن المشاكل لم تظهر بعد.
بعد مرور 24 ساعة على بدء القتال في شارع حيفا، أعفى رئيس الوزراء الشيعي نوري المالكي اللواء رزاق حمزة، وهو قائد سني في الجيش العراقي للواء الخامس من الفرقة السادسة، من منصبه، وعيّن قائدًا شيعيًا مكانه. وأفادت التقارير أن رئيس الوزراء حمّل حمزة مسؤولية العنف في شارع حيفا، وقال إنه لا يبذل جهدًا كافيًا لوقفه.  ساد الاعتقاد بأن تدخل مكتب رئيس الوزراء كان مدفوعًا بدوافع طائفية، ويرجع ذلك جزئيًا إلى ضغط عبد الرزاق على الميليشيات الشيعية. أثار تدخل إدارة المالكي تساؤلات حول مدى استعداد قادة الحكومة حقًا لتجاهل الخلافات الطائفية في العراق.
كانت هذه واحدة من المعارك القليلة التي خاضها المتمردون وقوات التحالف ضد بعضهم البعض "وجهاً لوجه".

## التغطية الإعلامية

### تقرير لارا لوجان

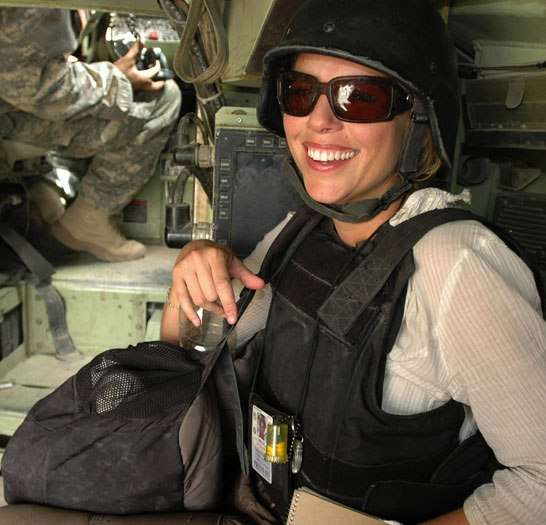
مراسلة شبكة سي بي إس الإخبارية، لارا لوغان، في العراق. صورة للجيش الأمريكي.

في أواخر يناير/كانون الثاني 2007، قدّمت مراسلة قناة سي بي إس نيوز، لارا لوغان، تقريرًا عن القتال الدائر في شارع حيفا ببغداد. وعندما رفضت سي بي إس نيوز نشر التقرير في نشرة الأخبار المسائية لأن اللقطات كانت "قوية بعض الشيء". حاولت لارا كسب تأييد الرأي العام لإلغاء هذا القرار. وقالت: "سأكون ممتنة للغاية إذا أتيحت لأي منكم فرصة مشاهدة هذا التقرير وإرسال الرابط إلى أكبر عدد ممكن من معارفكم. يجب مشاهدته، ويجب أن يعرف الناس عنه". ثم استخدمت لارا بعضًا من مواد شارع حيفا خلال تقرير لبرنامج 60 دقيقة عن الحياة في بغداد في ظل زيادة القوات.